# Harry Strauss
Harry Strauss (né le 28 juillet 1909 à Williamsburg, Brooklyn - exécuté le 12 juin 1941 à la prison de Sing Sing dans l'État de New York), alias « Pittsburgh Phill », était un criminel américain de la Yiddish Connection. Il était l'un des tueurs les plus actifs de la Brooklyn Combination (Murder Incorporated) avec Abe "Kid Twist" Reles.

## Biographie
Dans les années 1930, il commit des agressions, des vols et trafiquait de la drogue. Il fut arrêté 18 fois mais ne fut jamais condamné jusqu'à ce qu'il soit reconnu coupable d'un homicide en même temps que son complice Martin "Bugsy" Goldstein. Lorsque Abe "Kid Twist" Reles devint un informateur, Strauss fut arrêté pour le meurtre d'Irving Feinstein et pour cinq autres meurtres. Strauss, pour tenter d'échapper à une condamnation, simula la folie durant son procès et son séjour dans le couloir de la mort. Il fut exécuté sur la chaise électrique le 12 juin 1941, à l'âge de 31 ans, dans la prison de Sing Sing.